# 棉兰老岛猪笼草
棉兰老岛猪笼草（学名：Nepenthes mindanaoensis）是菲律宾棉兰老岛沿海山丘上特有的热带食虫植物。其种加词来源于棉兰老岛。
棉兰老岛猪笼草属于非正式的“翼状猪笼草组”分类群下，其中还包括翼状猪笼草（N. alata）、塞西尔猪笼草（N. ceciliae）、柯普兰猪笼草（N. copelandii）、绝灭猪笼草（N. extincta）、小花猪笼草（N. graciliflora）、汉密吉伊坦山猪笼草（N. hamiguitanensis）、奇坦兰山猪笼草（N. kitanglad）、仓田猪笼草（N. kurata）、莱特岛猪笼草（N. leyte）、内格罗斯岛猪笼草（N. negros）、拉莫斯猪笼草（N. ramos）、萨兰加尼猪笼草（N. saranganiensis）及超基猪笼草（N. ultra）。这些物种之间存在着许多共同特征，比如叶柄具翼、捕虫笼笼盖下表面基部存在附属物，及上位笼基部通常较宽。
约翰·缪尔黑德·麦克法兰在其1908年的专著《猪笼草科》中描述了绝灭翼状猪笼草（N. alata var. ecristata）。其曾被简单的视作棉兰老岛猪笼草的同物异名，但现其现在弄被视为一个独立物种——仓田猪笼草。

## 自然杂交种
已发现的关于棉兰老岛猪笼草的自然杂交种如下： 
- N. alata × N. mindanaoensis[11]
- N. bellii × N. mindanaoensis[11]
- N. merrilliana × N. mindanaoensis[11]
- ? N. micramphora × N. mindanaoensis[11]
- N. mindanaoensis × N. truncata[11]

此外，汉密吉伊坦山存在部分可能为其与汉密吉伊坦山猪笼草（N. hamiguitanensis）、小瓮猪笼草（N. micramphora）和盾叶猪笼草（N. peltata）的杂交植株。

## 扩展阅读
- 食虫植物照片搜寻引擎中棉兰老岛猪笼草的照片 （页面存档备份，存于）

 维基共享资源上的相關多媒體資源：棉兰老岛猪笼草
 維基物種上的相關：棉兰老岛猪笼草